# İsa Atayev
İsa Atayev (7 agosto 1989) è un giocatore di calcio a 5 azero.

## Carriera
Con la Nazionale maschile di calcio a 5 dell'Azerbaigian ha disputato la Coppa del Mondo 2016 e tre edizioni del campionato europeo. Inizialmente escluso dalla lista ristretta dei convocati dell'Azerbaigian per il campionato europeo 2022, Atayev viene integrato nella rosa il 19 gennaio per sostituire l'infortunato Maneca.